# Station Utrecht Leidsche Rijn
Station Utrecht Leidsche Rijn is een Randstadspoorhalte aan de spoorlijn Utrecht - Rotterdam, ten behoeve van de Utrechtse wijken Parkwijk en Terwijde-Oost in Leidsche Rijn. Het station grenst aan Leidsche Rijn Centrum.
Het station is gebouwd op het noordelijke uiteinde van de Leidsche Rijntunnel en heeft vier sporen, waarvan twee perronsporen.

## Bouw
De bouw van het station is begonnen in de tweede helft van 2009. Het station is op 9 juni 2013 geopend voor reizigers, waarmee het op 8 juni officieel werd geopend door Utrechtse verkeerswethouder Frits Lintmeijer in bijzijn van enkele directieleden van de NS.

## Bediening

### Trein
Het was oorspronkelijk de bedoeling om vier keer per uur een trein op het station te laten stoppen, zodat er ieder kwartier een snelle verbinding gevormd zou kunnen worden met Utrecht Centraal en Woerden. Door een gebrek aan capaciteit tussen station Leidsche Rijn en Utrecht Centraal kon dit niet direct bij de opening gerealiseerd worden: het station werd toen maximaal twee keer per uur bediend. Vanaf december 2016 is er wel vier keer per uur in Utrecht Leidsche Rijn gestopt. De sprinters naar Den Haag Centraal hadden, gedurende 2 jaar, naast de lange stop in Gouda Goverwelle een lange stop van zeven minuten in Woerden. Door de aanleg van een spoorverdubbeling tussen Leidsche Rijn en Utrecht Centraal, die in het najaar van 2018 opgeleverd werd, is de lange stop in Gouda Goverwelle per 9 december 2018 vervallen. De Sprinter stopt nu wat langer in het hoofdstation van Gouda dat gezien de knooppuntfunctie van dat station veel minder bezwaarlijk is. De lange stop in Woerden moest om andere dienstregeling-technische redenen gehandhaafd blijven.
Vanaf dienstregeling 2014 werd het station overdag doordeweeks bediend door de sprinter Woerden - Utrecht Centraal. Omdat deze 's avonds en in de weekenden niet rijdt, werd het station dan bediend door de sprinter Utrecht Centraal - Den Haag Centraal. Sinds dienstregeling 2017 stoppen beide treinseries altijd te Utrecht Leidsche Rijn.
De volgende treinseries stoppen te Utrecht Leidsche Rijn op dienstregeling 2025:
| Serie | Treinsoort    | Route | Bijzonderheden |
| ----- | ------------- | --- | --- |
| 6000  | Sprinter (NS) | Den Haag Centraal – Gouda – Utrecht Leidsche Rijn – Utrecht Centraal – Geldermalsen – 's-Hertogenbosch                   | Rijdt alleen na 18:00 uur en van vrijdag t/m zondag. |
| 6900  | Sprinter (NS) | Den Haag Centraal – Gouda – Utrecht Leidsche Rijn – Utrecht Centraal – Geldermalsen – Tiel                               | Rijdt alleen van maandag t/m donderdag tot 18:00 uur. |
| 8800  | Sprinter (NS) | Leiden Centraal – Alphen a/d Rijn – Woerden – Utrecht Leidsche Rijn – Utrecht Centraal – Geldermalsen – 's-Hertogenbosch | Rijdt alleen van maandag t/m donderdag tot 18:00 uur. Rijdt non-stop tussen Woerden en Utrecht Leidsche Rijn.                                                                                              |
| 8900  | Sprinter (NS) | (Leiden Centraal – Alphen a/d Rijn – )Woerden – Utrecht Leidsche Rijn – Utrecht Centraal                                 | Rijdt niet in het weekend en na 20.00 uur. Rijdt alleen van maandag t/m vrijdag in de spitsuren van/naar Leiden Centraal en vormt dan tussen Leiden Centraal en Woerden een kwartierdienst met serie 8800. |

### Bus
Alle bussen worden gereden door U-OV.
- Lijn 5 (Station Utrecht Centraal/Jaarbeurszijde - Oog in Al - Station Utrecht Leidsche Rijn - Terwijde - De Wetering - Maarssen)
- Lijn 10 (Station Utrecht Lunetten - Hoograven - Kanaleneiland - Papendorp - Hoge Weide - Station Utrecht Leidsche Rijn)
- Lijn 11 (Vleuten - Terwijde - Ziekenhuis Sint Antonius Leidsche Rijn - Station Utrecht Leidsche Rijn - Zuilen - Marnixlaan - Winkelcentrum Overvecht - Station Utrecht Overvecht)
- U-link 28 (P+R Science Park - Rijnsweerd - Biltstraat - Binnenstad - Station Utrecht Centraal/Centrumzijde - Vleutenseweg - Station Utrecht Leidsche Rijn - Parkwijk - De Meern Oost - Veldhuizen - Vleuterweide Centrum - Station Vleuten)
- Lijn 48 (Houten - Nieuwegein Centrum - Nieuwegein Galecop - Papendorp - Station Utrecht Leidsche Rijn - Ziekenhuis Sint Antonius Leidsche Rijn - Lage Weide - Maarssen) (maandag t/m vrijdag overdag. In het weekend en tijdens de kerstvakantie worden slechts delen van dit traject gereden)
- U-link 73 (Maarssen - Lage Weide - Station Utrecht Leidsche Rijn - Vleutenseweg - Station Utrecht Centraal/Jaarbeurszijde - Zeist)
- Nachtbus 428 (Oorsprongpark → Station Utrecht Centraal/Jaarbeurszijde → Vleutenseweg → Station Utrecht Leidsche Rijn → Parkwijk → De Meern Oost → Veldhuizen → Vleuterweide Centrum → Station Vleuten → Station Maarssen → Planetenbaan)

## Afbeeldingen

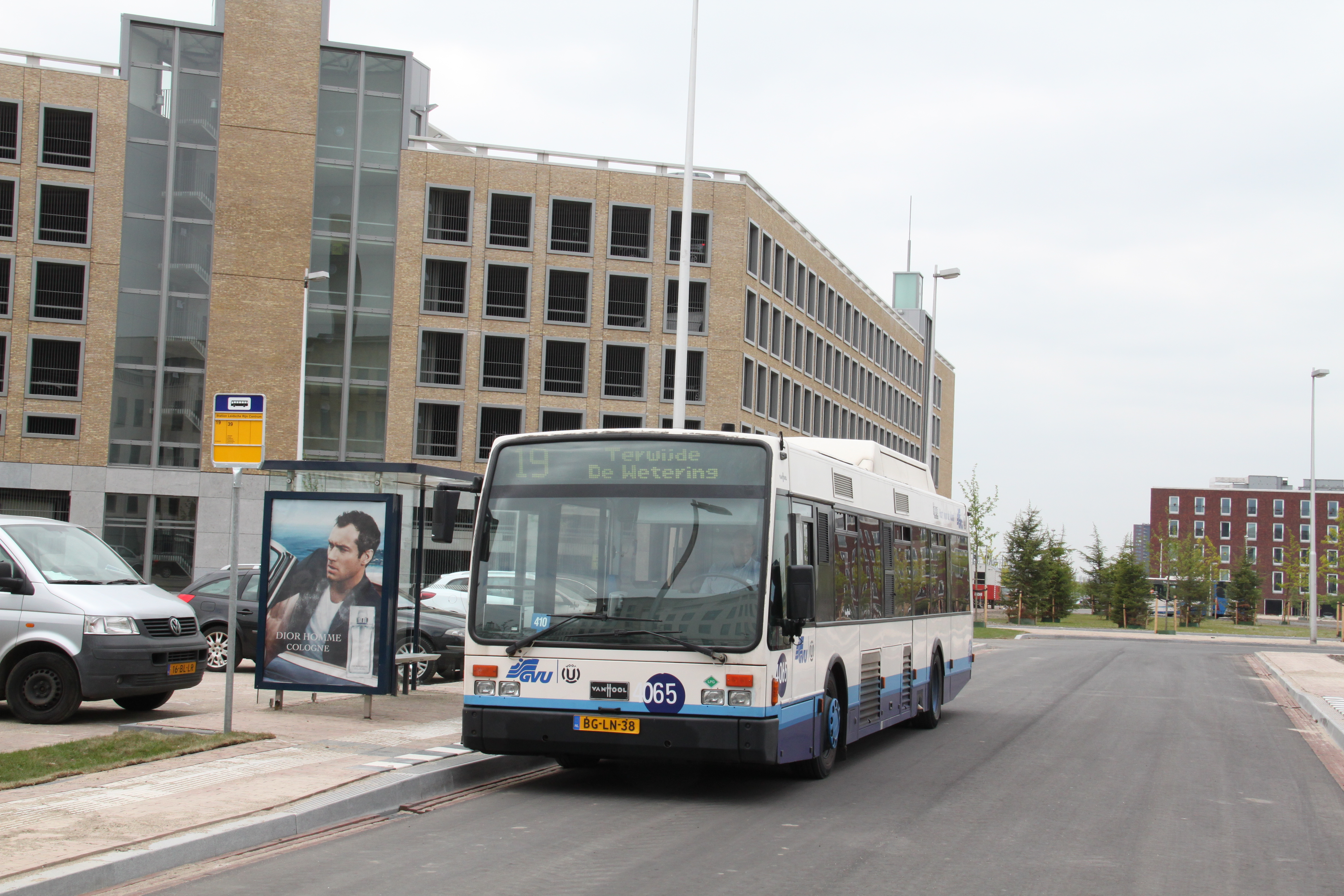
Buslijnen 19, 30 en 39 stopten vroeger, vlak na de opening, aan de noordzijde van station Leidsche Rijn. Ten zuidoosten van het station is er sinds eind 2017 een definitief busstation.
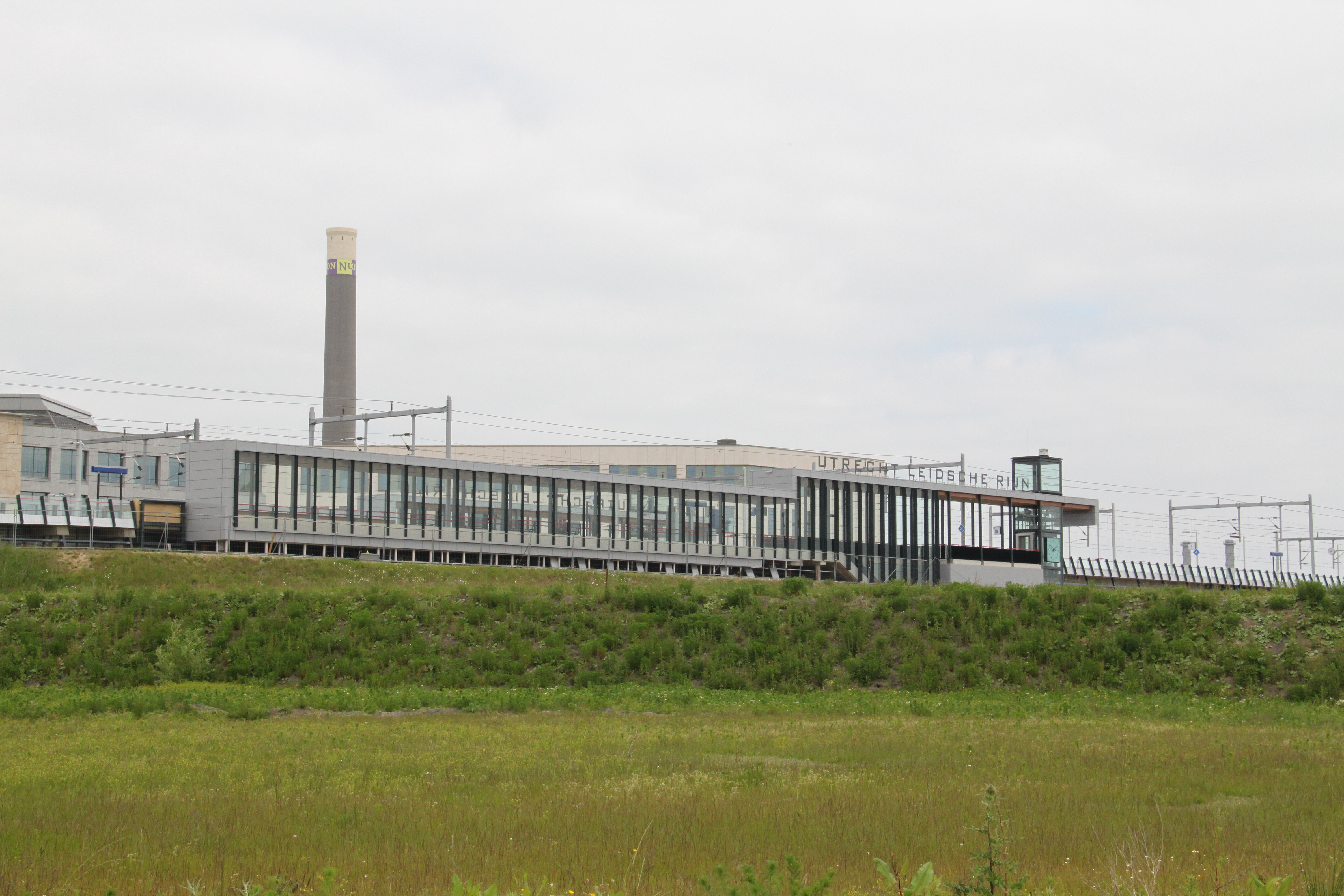
Zijaanzicht
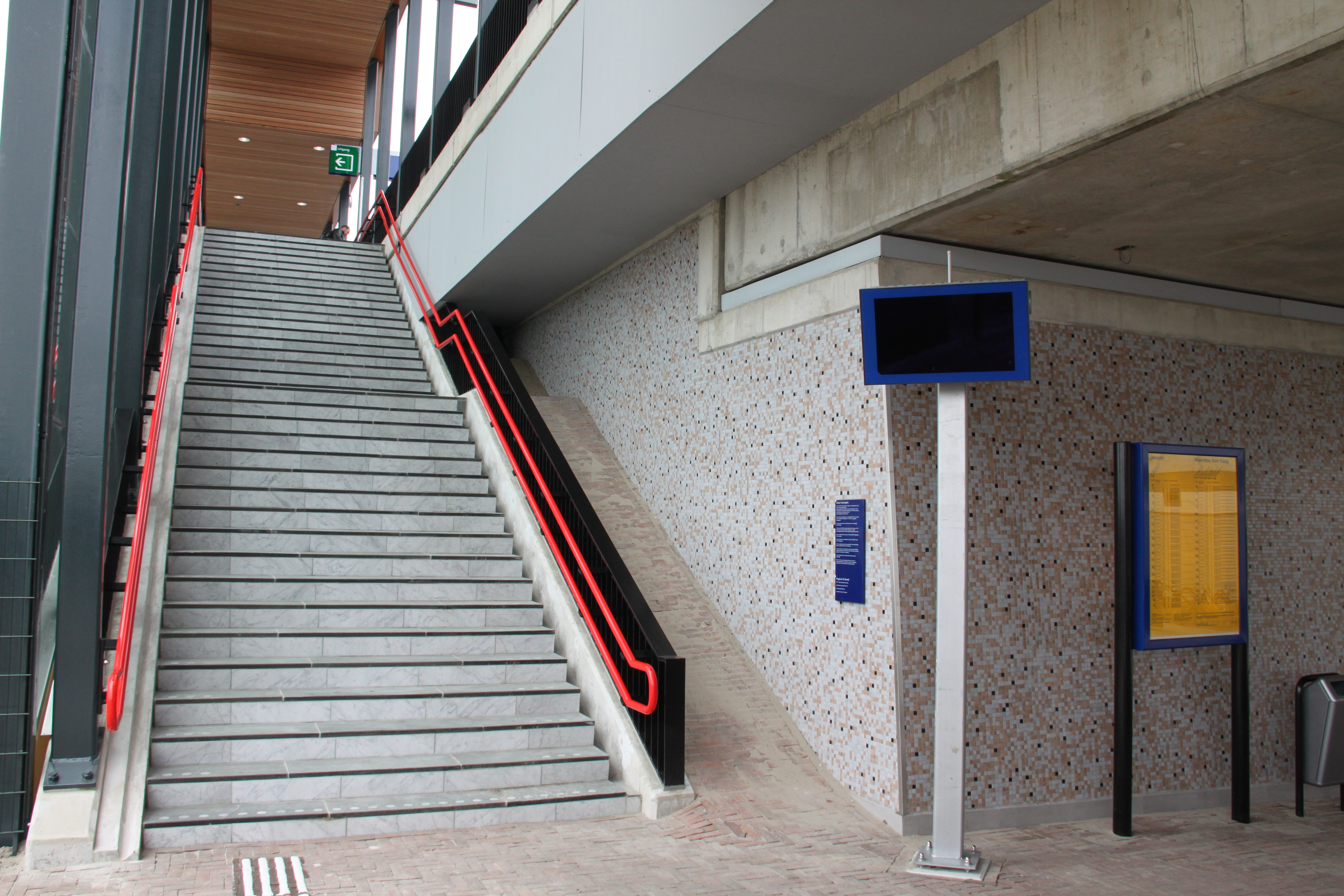
Trap richting perron.
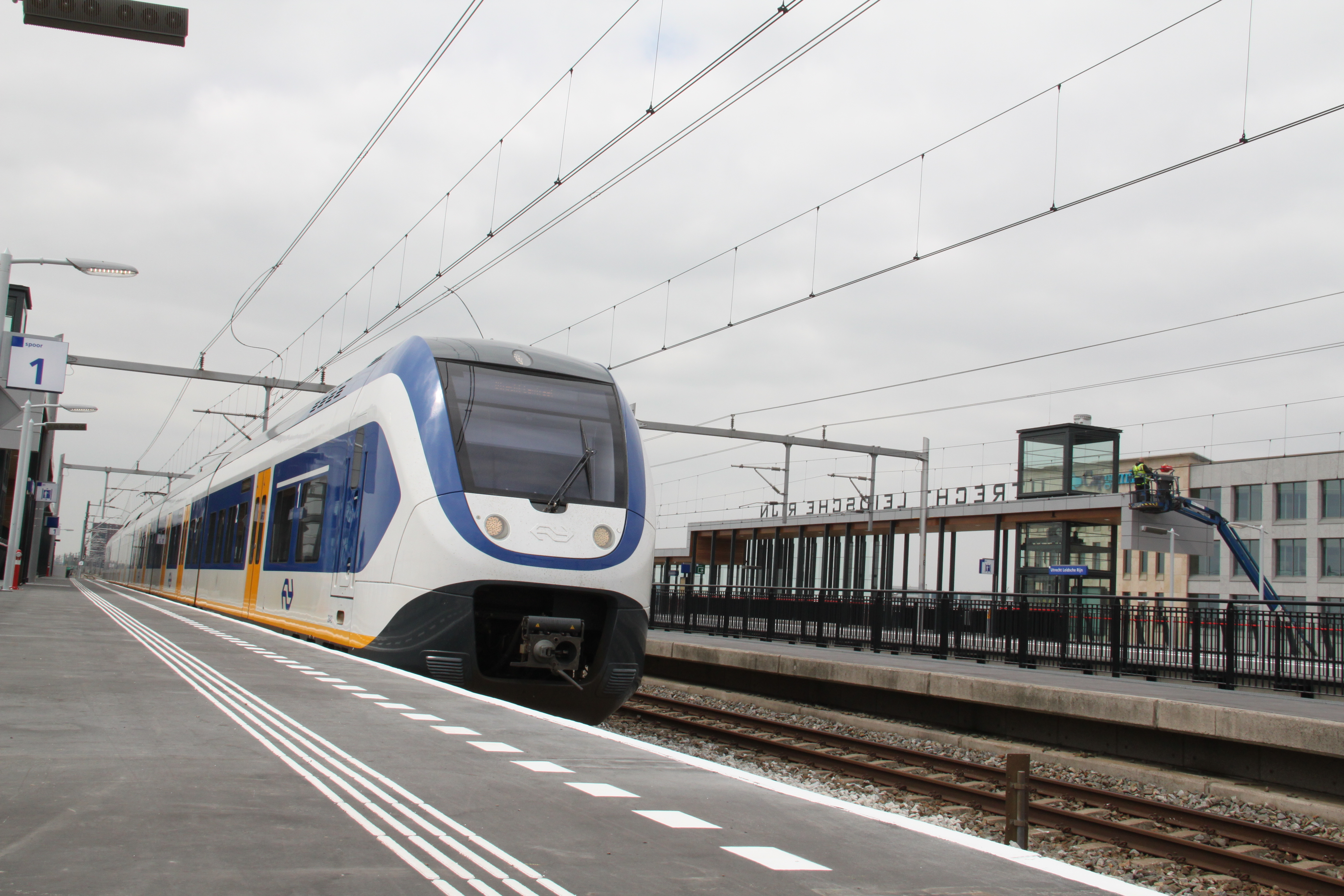
Perron met de sprinter richting Utrecht.
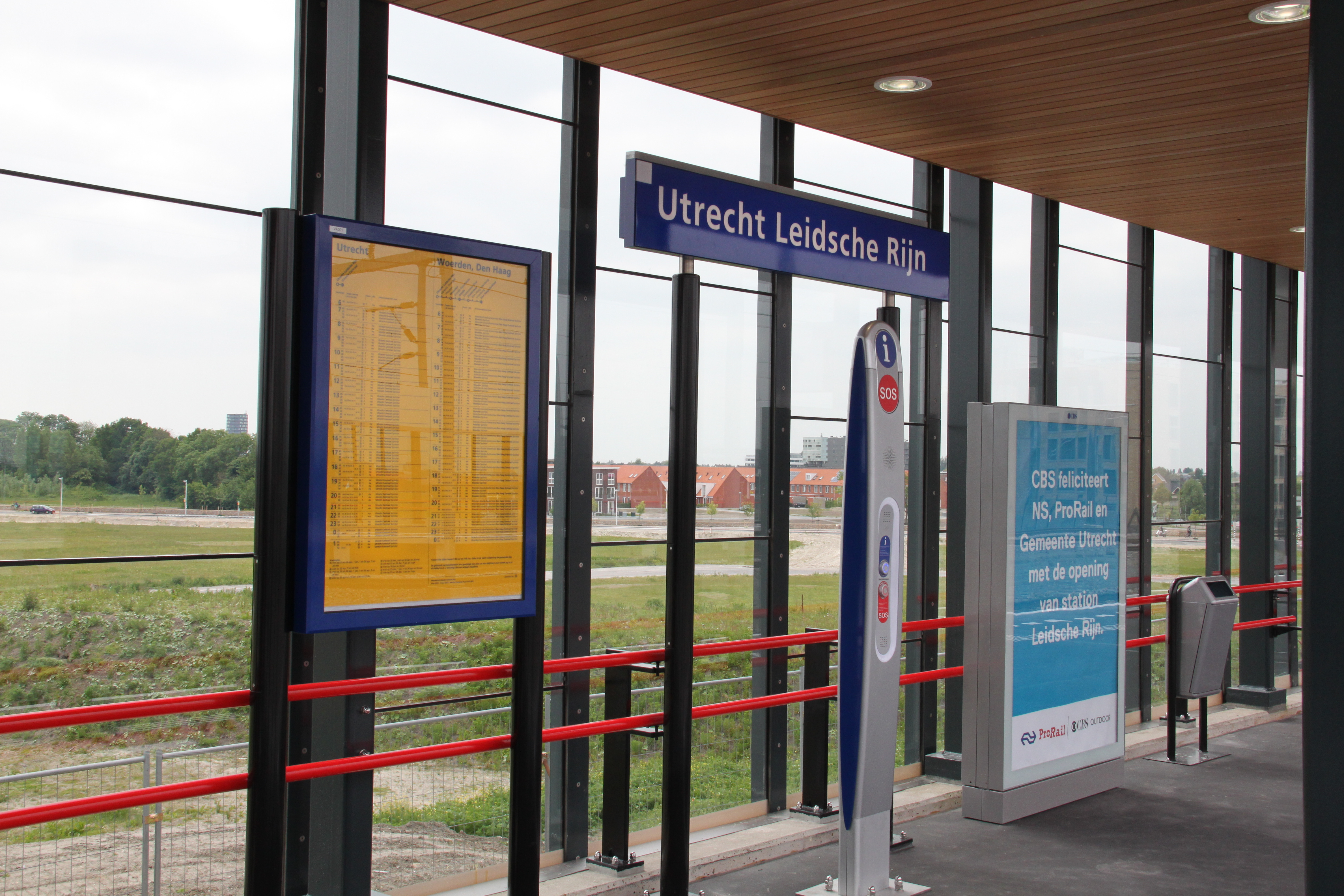
Stationsbordje met vertrekstaat.

## Ontwikkeling aantal reizigers
Het aantal door NS vervoerde reizigers (per gemiddelde werkdag) ontwikkelde zich sedert 2019 als volgt:
| Jaar | Aantal reizigers |
| ---- | ---------------- |
| 2019 | 4.179            |
| 2020 | 1.930            |
| 2021 | 1.921            |
| 2022 | 3.125            |
| 2023 | 4.014            |
| 2024 | 4.244            |

- Library of Congress Control Number: no2010004940
- Virtual International Authority File: 130589892

0: Utrecht Centraal ·
3: Utrecht Leidsche Rijn ·
5: Utrecht Terwijde ·
7: Vleuten ·
12: Harmelen ·
16: Woerden ·
21: Oudewater ·
Hekendorp ·
30: Gouda Goverwelle ·
32: Gouda ·
Moordrecht ·
41: Nieuwerkerk a/d IJssel ·
44: Capelle Schollevaar ·
46: Rotterdam Alexander ·
55: Rotterdam Noord ·
60: Rotterdam Centraal
Abcoude · 
Amersfoort:
-Centraal · 
-Schothorst · 
-Vathorst · 
Baarn · 
Bilthoven · 
Breukelen · 
Bunnik · 
Den Dolder · 
Driebergen-Zeist · 
Hoevelaken · 
Hollandsche Rading ·
Houten · 
-Castellum · 
Leerdam · 
Maarn · 
Maarssen · 
Rhenen · 
Soest · 
-Zuid · Soestdijk · 
Utrecht:
-Centraal · 
-Leidsche Rijn · 
-Lunetten · 
-Maliebaan · 
-Overvecht · 
-Terwijde · 
-Vaartsche Rijn · 
-Zuilen · 
Veenendaal: 
-Centrum · 
-West · 
Vleuten · 
Woerden
Voormalige stations: zie de lijst van voormalige spoorwegstations in Utrecht